# Georges Moens de Fernig
Pour les articles homonymes, voir Moens et Fernig.
Comte Georges Florent Auguste Marie Moens de Fernig (Liège, 28 août 1899 - Zelem, 16 août 1978) fut ministre belge et commissaire général de l'Expo 58.

## Biographie
Interrompant une carrière dans l'industrie, Moens fut, en tant que technicien n'appartenant pas à un parti politique, ministre du ravitaillement (1946, gouvernement Spaak II), du ravitaillement et de l'importation (1947-1949, gouvernement Spaak III) ainsi que du commerce extérieur (1948-1949). Il fut en plus désigné comme coordinateur pour l'exécution du Plan Marshall en Belgique. En 1951 il fut nommé commissaire-général du gouvernement pour l'exposition universelle de Bruxelles (Expo 58).
Il fit après 1959 une carrière de banquier auprès de la Banque Lambert et de la Banque de la Société Générale de Belgique. Il fut également président de Fabrimetal et consul-général du Honduras.

## Noblesse et famille
En 1934 Georges Moens obtint autorisation d'ajouter 'de Fernig' à son nom. En 1949 il reçut concession de noblesse avec le titre transmissible de baron et en 1959 le titre de comte.
Il était le fils d'Albert Moens et de Laure Fournier. En 1924 il épousa Georgette Baës (1906-1930) et en 1932 Christiane van der Wallen de Fernig (1913-2000). Avec sa seconde épouse il eut quatre enfants.

## Littérature
- Jacques VAN OFFELEN, Chronique du Plan Marshall, Bruxelles, 1949
- Jacques VAN OFFELEN, Georges Moens de Fernig, Nouvelle biographie nationale de Belgique, Bruxelles, 1997, col. 276-277.